# Paul Imbault
Paul M. Imbault (19. veljače 1909.) je bivši francuski hokejaš na travi.
Brat je bliznac francuskog hokejaškog reprezentativca Charlesa Imbaulta.
Na hokejaškom turniru na Olimpijskim igrama 1928. u Amsterdamu je igrao za Francusku. Bio je članom postave, ali nije odigrao ni jedan susret.
Francuska je u ukupnom poredku dijelila 5. – 8. mjesto. U skupini je bila treća, a u odlučujućem susretu u zadnjem kolu u skupini koji je donosio susret za broncu je izgubila od Njemačke s 0:2.
Na hokejaškom turniru na Olimpijskim igrama 1936. u Berlinu je igrao za Francusku. Francuska je osvojila 4. mjesto. Odigrao je četiri susreta na mjestu braniča.

## Vanjske poveznice
- OI Berlin 1936.  Arhivirana inačica izvorne stranice od 8. lipnja 2004. (Wayback Machine)
- Profil na Sports Reference.com  Arhivirana inačica izvorne stranice od 11. listopada 2012. (Wayback Machine)